# 逝年
『逝年』（せいねん、call boy II ）は、石田衣良による日本の恋愛小説。『娼年』の続編で、『小説すばる』（集英社）にて2006年11月号から2007年10月号まで連載された。
前作と共に幸田育子作画で漫画化され、『オフィスユー』（集英社）にて連載された。
続編に『爽年』がある。

## あらすじ
ボーイズクラブが摘発され、オーナーの御堂静香が逮捕されてから1年。静香のスカウトにより娼夫としての才能を見出されたリョウは、残った仲間アズマと静香の娘・咲良と共に密かにクラブを再開し、出所してくる静香を迎える。だが、エイズを発症した静香の余命はわずかだった。

## 登場人物
リョウ（森中 領）
ボーイズクラブ「ル・クラブ・パッション」のVIP専用娼夫。大学3年生。
アズマ（平戸 東）
ボーイズクラブ「ル・クラブ・パッション」のVIP専用娼夫。マゾヒスト。
メグミ（白崎 恵）
リョウの大学のゼミの同級生。「ル・クラブ・パッション」のことを警察に密告し壊滅状態に追い込んだ張本人。その後、考えを改め、リョウらの許しを得て新生「ル・クラブ・パッション」のマネージャーとなる。
御堂 咲良（みどう さくら）
静香の一人娘。生まれつき耳が聞こえず、口もきけない。「ル・クラブ・パッション」の試験官（娼夫としての才能を見極める）。
アユム（川瀬 歩）
新生「ル・クラブ・パッション」の娼夫。新宿二丁目のバーでバーテンダーとして働いていたところをリョウにスカウトされる。性同一性障害者で、性別適合手術費用を貯めている。
御堂 静香（みどう しずか）
ボーイズクラブ「ル・クラブ・パッション」の元オーナー。摘発され、八王子医療刑務所に収監される。HIVポジティブで、服役中にエイズを発症し、耐性ウイルスができたため余命数か月。

## 書誌情報
- 石田衣良 『逝年』
  - 単行本：2008年3月26日発売、集英社、ISBN 978-4-08-771224-7
  - 文庫本：2011年5月20日発売、集英社文庫、ISBN 978-4-08-746695-9
- 石田衣良、幸田育子 『逝年』 〈創美社発行 オフィスユーコミックス〉 全2巻
  1. 2008年10月17日発売、ISBN 978-4-420-15161-0
  2. 2009年01月19日発売、ISBN 978-4-420-15170-2